# Rebholz-Nunatak
Der Rebholz-Nunatak ist ein isolierter Nunatak im westantarktischen Ellsworthland. Er ragt unmittelbar nördlich des Hudson-Gebirges und 13 km nordnordwestlich des Teeters-Nunataks auf.
Der United States Geological Survey kartierte ihn anhand eigener Vermessungen und Luftaufnahmen der United States Navy aus den Jahren von 1960 bis 1966. Das Advisory Committee on Antarctic Names benannte ihn 1970 nach Major Edward Rebholz, Einsatzoffizier einer Flugabteilung der United States Navy zur Unterstützung der Vermessungen des Ellsworthlands zwischen 1968 und 1969.